# ジョン・クルーゲ
ジョン・ワーナー・クルーゲ（John Werner Kluge, 1914年9月21日 - 2010年9月7日）は、アメリカ合衆国の実業家。ドイツ系アメリカ人。テレビ事業で大成功を収め、一時期はアメリカ一の大富豪となった。

## 生い立ち
1914年、ドイツ帝国のケムニッツで長老派のクリスチャン家庭に生まれ、1922年にアメリカへ移住した。1937年にコロンビア大学を卒業し、経済学分野で教養学士を取得。コロンビア大入学前にはウェイン州立大学に2年通っている。
第二次世界大戦中にはワシントンD.C.郊外のP・O・Box 1142の施設で勤務していた。

## メトロメディア
1950年代にメトロポリタン・ブロードキャスティング社を買収したことで放送業界に参入する。同社はデュモント・ラボラトリーが1956年に放送事業を停止した際に独立したデュモント・テレビジョン・ネットワークの後継である。メトロポリタン社は当時ニューヨークを拠点とするWABDと、ワシントンD.C.を拠点とするWTTGの2局で構成されていた。クルーゲは同社の創業者アレン・B・デュモントからおよそ600万ドル相当の株式を買い取り、同社の筆頭株主となった。
それ以降クルーゲは同社の多角化を推進し、1961年には社名をメトロメディアに変更した。
1986年、クルーゲはメトロメディアを20世紀フォックスに売却した。売却時の価格は40億ドルと報じられている。同社が有していたテレビ局は後にフォックス放送の基幹局となった。これ以降、クルーゲはフォーブス誌の発表する米国の富豪ランキングに掲載されるようになる。
また彼はメトロメディアが制作したテレビ番組「ウィンチェル＝マホーニー・タイム」の権利を主張したポール・ウィンチェルから訴訟を起こされ、その報復としてビデオテープを破棄した。このことに対してクルーゲはウィンチェルに対して1800万ドルの賠償金判決が下された。
メトロメディアの売却後、彼は相棒のスチュアート・サボットニックと共にメトロメディア・カンパニー社を設立し、東欧、コモンウェルス諸国、中国などの放送・通信産業に対して投資を行なった。一方で2008年7月には子会社のメトロメディア・レストラン・グループが直営店の「ベニンガンズ」「ステーキ・アンド・エール」300店舗以上を閉鎖している。またメジャーリーグサッカー所属のNY/NJメトロスターズ（現ニューヨーク・レッドブルズ）の設立当時の運営者だった。

## 慈善事業

### ジョン・W・クルーゲ・センター
ジョン・W・クルーゲ・センターはアメリカ議会図書館付属の施設で、同図書館の200周年を記念してクルーゲが私費6000万ドルを投じて設立した。このセンターには優秀な研究者、ポスドクが集まり、合衆国議会議員と交流しながら図書館の資料を活用するために利用されている。
これに加え、クルーゲはノーベル文学賞・経済学賞に匹敵するような人間科学分野での章を創設しようと考え、100万ドルを追加で投じてクルーゲ賞を創設した。

### コロンビア大学への寄付
クルーゲはコロンビア大学に対しても5億1000万ドル以上の寄付を行なっている。自身も奨学金によって学業を継続できたという思いから1987年から1993年にかけて合計で1億1000万ドル以上の寄付を行い、これは主に恵まれない立場にある学生の支援に用いられている。その他、博士課程に進学しようとする学生の資金にも利用されている。
また2007年4月11日にはクルーゲから死後に4億ドルの遺産寄付を受ける旨を学長自ら発表している。この金額は米国の高等教育機関に対する寄付としては過去4番目に大きい額であり、全てが学資支援に指定されている。また大学単体に対する学資支援寄付としては米国史上最大の金額でもある。

### ヴァージニア大学への寄付
1997年12月、クルーゲは自身の保有するアボリジニ芸術コレクションをバージニア大学へ寄贈した。これは現在クルーゲ＝ルへ・アボリジニ美術館の設立につながり、これは米国で唯一アボリジニの芸術を研究・展示する美術館である。
さらに2001年にはアルベマール郡に保有する7,378エーカー（29.86 km²）の土地（モーベン・ファーム）を同大学に寄付している。この土地の評価額は4,500万ドルを越え、大学史上最大額の寄付となった。大学はこの寄付を活用すべく、農場内にある建物や農場を利用した授業を開講している。また農場内ではチャーロッツビルの景観に合わせた複数の開発工事も行われている。

## 私生活
クルーゲはオーストラリア先住民の現代アートを収集しており、クリフォード・ポッサム・チャパルトジャーリなどの作品も含まれる。
また1983年にはアカデミー・オブ・アチーブメントからゴールデンプレートを受賞している。